# 珍妮 (良善之地)
〈珍妮〉（英語："Janet(s)"）是美國奇幻喜劇《良善之地》第三季的第十集，為全劇的第三十六集，於2018年12月6日通過全國廣播公司在美國首播，是這部劇的季中結局。艾莉諾、其迪、塔哈妮和傑森發現來世後，與來世建築師麥克和助理珍妮一起幫助地球上的其他人。〈珍妮〉由摩根·萨基特執導，乔希·西耶戈尔和迪倫·摩根編劇。
本集講述四個人類逃離罪惡之地的惡魔時，發現自己化身為珍妮。艾莉諾嘗試向其迪告白，遭到拒絕後性情開始轉變。與此同時，麥克和珍妮到訪負責計算人們在世所做好壞事的來世部門會計所，確保罪惡之地是否在操縱計分系統。
〈珍妮〉的故事靈感來自第二季製作期間。編劇為這集做準備時有研究人格和自我的概念，詮釋多個版本珍妮的达茜·卡尔登通過觀看其他演員的排練和模仿他們在戲裏的表現來揣摩角色。本集於2018年7月開拍，需要比往常更多的視覺效果，造成部分工作人員在製作時懷疑成品是否有意義。
〈珍妮〉的首播有258萬名觀眾收看，並廣受好評，尤其是讚賞卡尔登的演出。本集也被許多出版物譽為2018年最佳電視劇分集。劇評人主要分析當中對於自我意義的討論，以及為何從五世紀以來沒人到得了良善之地。本集贏得雨果獎最佳短劇表現，西耶戈尔和摩根也入圍黃金時段艾美獎喜劇類最佳編劇。

## 劇情
珍妮（Janet，达茜·卡尔登飾）把艾莉諾（Eleanor）、其迪（Chidi）、塔哈妮（Tahani）和傑森（Jason）帶進她的虛無空間（和她本質相關的另一個維度）後，四個人類意外化身成珍妮的模樣。真正的珍妮發給他們不同的衣服來區分彼此後，接著與麥克（Michael，泰德·丹森飾）來到會計所。四人都是來世的逃犯，只能乖乖呆在珍妮的虛無空間裏。
麥克和珍妮見到了首席會計師尼爾（Neil，斯蒂芬·默切特飾）。尼爾堅持罪惡之地不能竄改來世積分系統，但同意給他們見識系統。他在介紹時解釋道，人在地球上所做的一切都會被賦予正負值，每發生一件新事，會計師會根據其意圖、成效和其他因素來給予分數。每一分都要經過其他30億名會計師驗證，根本沒有竄改的餘地。介紹完後，麥克要求看道格·福塞特（Doug Forcett）的檔案。尼爾找到道格名冊，表示道格即將前往罪惡之地，麥克指出這就是竄改的證據，因為道格一生都在做好事。麥克於是要求查看能去良善之地的人的檔案，但尼爾稱已經有521年無人到達良善之地。
在珍妮的虛無空間中，艾莉諾向其迪談起兩人過去的戀人關係，但其迪卻認為這些只存在於他不同的人生當中，甚至引用數位哲學家的觀點來佐證此點。這讓艾莉諾十分傷心，認為他在迴避自己的感情。與此同時，傑森和塔哈妮發現珍妮愛上傑森的跡象。艾莉諾在多次嘗試讓其迪說話失敗後，開始思索為何要跟他打成一片，因此陷入自我認定危機，這使她幻化成不同的身體，珍妮的虛無空間也開始崩塌。為了恢復她的人格，其迪列出她的回憶和曾經做過的好事，最後兩人接吻，讓四人都恢復成正常形態，並從珍妮的虛無空間中彈了出去。麥克拿著道格名冊與珍妮和人類們逃離會計所，六人透過氣動管來到一處信房，艾莉諾（姬絲汀·貝兒飾）意識到這裏才是真正的良善之地。

## 製作

### 籌拍與創作

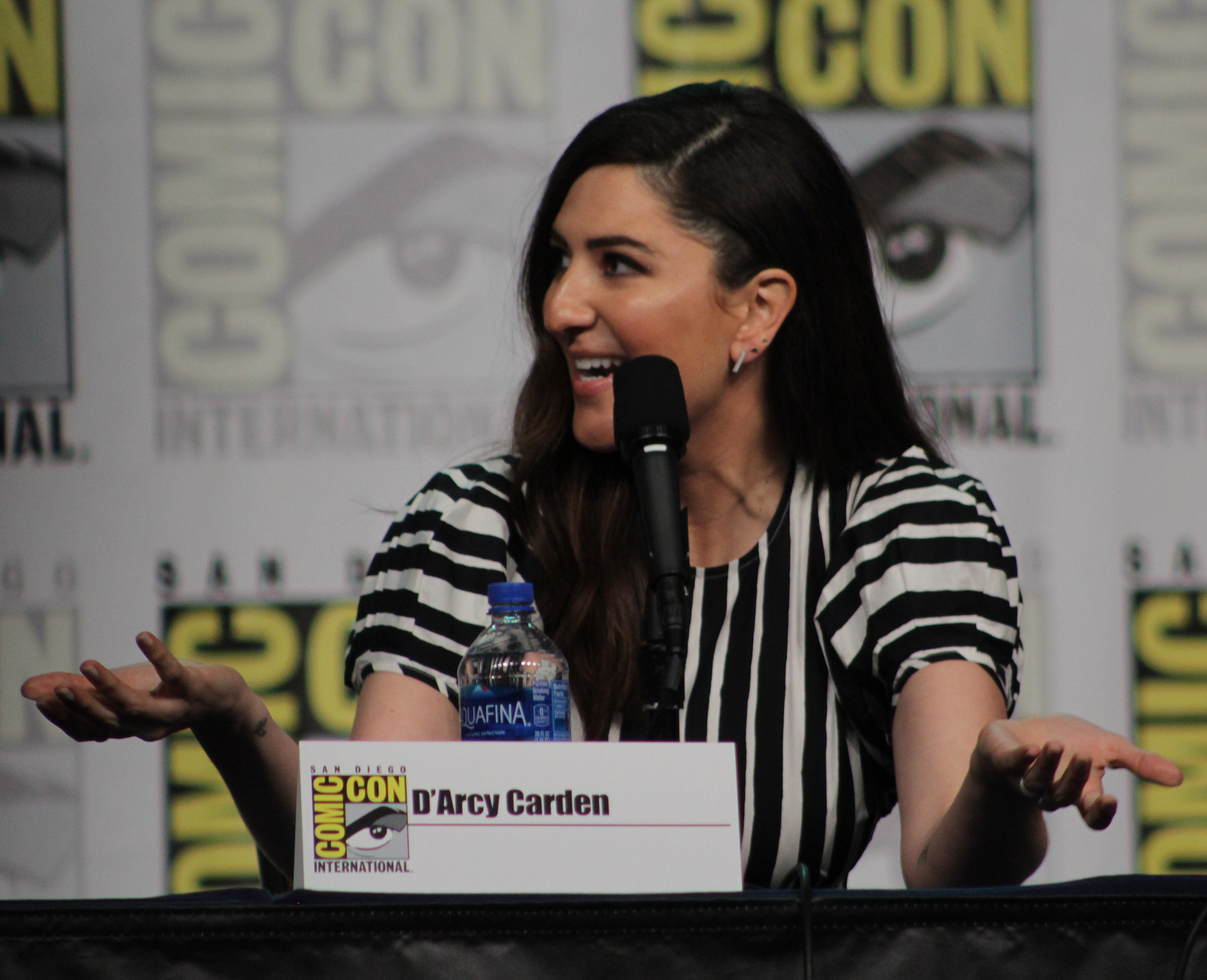
达茜·卡尔登在本集中除了要飾演珍妮，還要詮釋四個人類和「中庸珍妮」

劇集開創人邁克爾·舒爾（Michael Schur）表示在第二季（這集播出一年多前）時就想要有一集是多個珍妮為主角。舒爾和其他編劇一開始擔心這想法難以實現，但等劇集的成功讓他們有自信繼續發展下去。第二季結束製作後，這一集的計劃正式開始。這個想法一度只會出現在首幕，但創作團隊不想讓這個概念變成「噱頭」，所以重新修改成化身為珍妮的艾莉諾質疑自我。創作團隊在寫這集前還去諮詢哲學顧問托德·梅（Todd May）和潘蜜拉·希羅尼米（Pamela Hieronymi）有關人格和自我的概念。編劇乔希·西耶戈尔（Josh Siegal）和迪倫·摩根（Dylan Morgan）將劇本的草稿發給梅以求改善，他提議在解釋相關哲學理論方面要作小幅調整。
2018年3月，舒爾在開拍前四個月告訴卡尔登要開始準備。卡尔登後來表示在得知這集後十分驚喜，並很感激編劇和製作人相信她能做到。卡尔登在這集中扮演她原來的角色、化身成珍妮的四個人類、會計所的「中庸珍妮」，甚至有一幕她得詮釋假裝傑森的艾莉諾。主演們為了讓卡尔登的模仿有個參考，將這集的排練時間提早進行，甚至錄下自己的演出片段（包括他們在片場排練時飾演角色）讓她能聽和複習。演員們表演時的行動會被跟蹤拍攝，並用來做視覺效果。此外，卡尔登沒有戲份時會跟著其他演員模仿他們的行為，他們在卡尔登學習模仿時也會提供一些幫助，例如威廉·傑克森·哈珀以他喜歡的背誦方式重新打其迪的台詞發給她，傑森的演員曼尼·賈辛托則展示一支曾帶給他角色靈感的影片。卡尔登隨後解釋哈珀飾演的其迪雖然想像得出來，但真正演出來很難，而且貝爾的細微動作很難臨摹。

### 拍攝

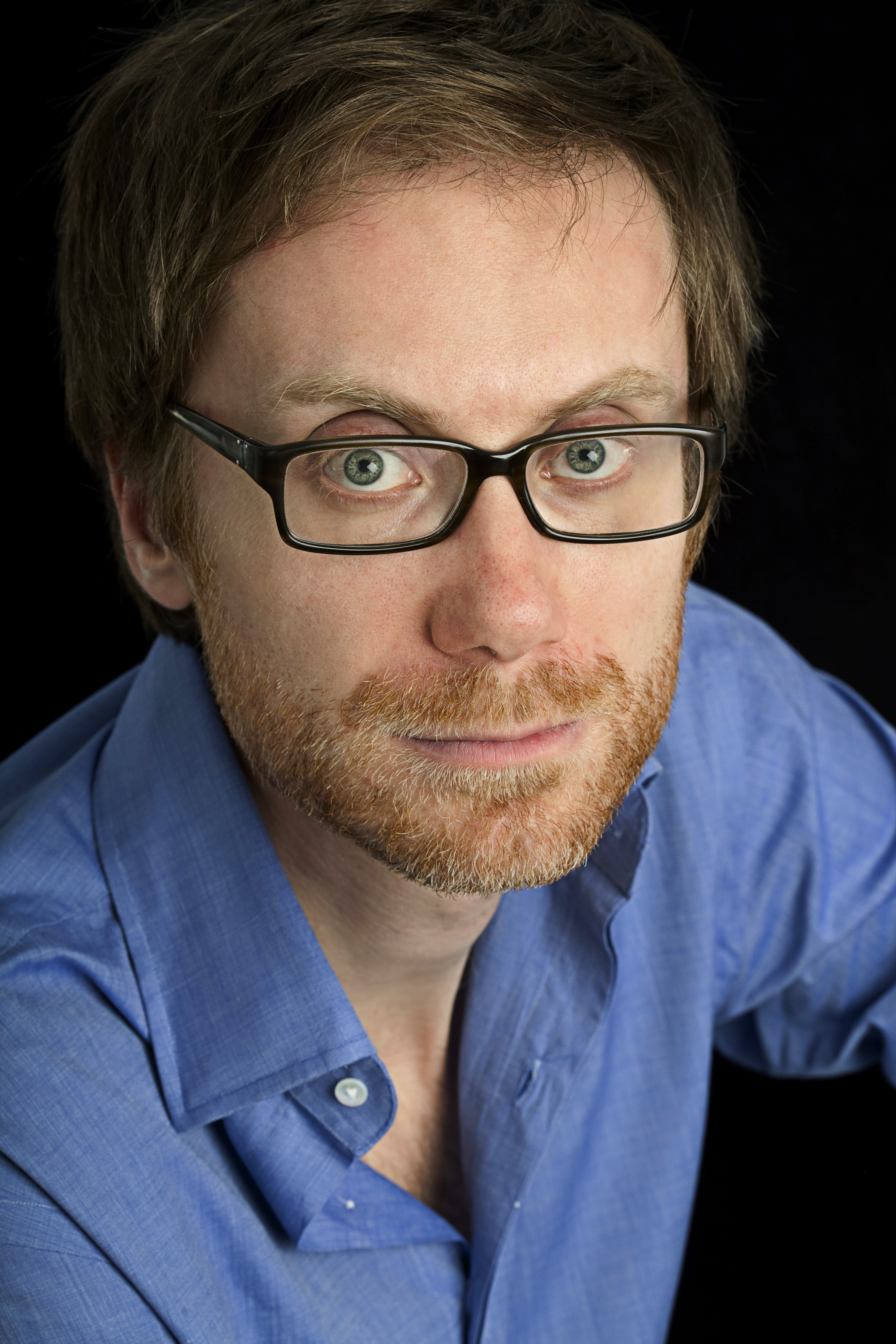
斯蒂芬·默切特在本集客串出演會計所負責人尼爾

〈珍妮〉的拍攝時間為2018年7月，歷時五天半。珍妮的虛無空間原本要用全白佈景，但導演摩根·萨基特（Morgan Sackett）決定加些家具，以防觀眾覺得無聊。舒爾稱這一集的拍攝過程與「（他們）平常製作電視劇的形式截然相反」，尤其需要更多的規劃和視覺效果。雖然有幾幕用了穿戴假髮和服裝的替身，但大多只用桿子來代表角色，卡登覺得這些最難拍，認為自己「有點像在發瘋」。高潮的吻戲尤其難拍，卡登必須得定好位置和對齊鏡頭，甚至拍攝這一幕時需要親桿子上的蠟唇。卡登在22分鐘的分集中所有演的角色加起來長達40分鐘。
艾莉諾在劇中有一度失去自我感知意識，化身為多種形態。西耶戈尔和摩根稱這是舒爾的想法，並表示他們為每個新化身量身創作可以添加情感衝擊和笑料的台詞。視覺效果製作人大衛·尼德納格爾（David Niednagel）甚至為此利用特效模擬虛無空間和傢俱因艾莉諾的掙扎而逐漸崩塌。珍妮在虛無空間不穩定時不小心唱了一段雪兒的〈相信〉（"Believe"），卡登有為此唱了個調音過的版本，但最終用的還是雪兒的版本，舒爾解釋這樣比較容易取得許可。卡登、舒爾和西耶戈尔都承認劇組在拍攝過程中時不時會懷疑最終呈現是否有意義。
《辦公室風雲》創劇人斯蒂芬·默切特在這集客串出演，而舒爾恰好曾在該劇的美國版擔任編劇工作。默錢特在這集端著印有「現存最棒老闆」的馬克杯，影射了美國版《辦公室風雲》的主角邁克爾·斯科特（Michael Scott）的同款馬克杯。默錢特在拍攝時拿成反面，最後得把標語後製上去。

## 分析
這集的主題之一是自我的意義，其迪在劇中甚至開了相關的講座。舒爾談到正因為這樣的劇情安排，讓艾莉諾問自己「我是誰？我現在是哪個版本？」哲學教授艾莉森·雷霍爾德（Alison Reiheld）表示最後將艾莉諾拯救出來的是其迪對她的理解和感情，而非兩人接吻。雷霍爾德解釋故事為「道德層面的自我定義」提供支援，一旦其迪提醒艾莉諾她的個人史，她就會呈現「最能反映出她是誰以及想成為誰（的樣子）」。《沃克斯》的艾蜜莉·范德沃（Emily VanDerWerff）指出四人在經歷多個世紀的生命期後，對真實自我感到疑惑，並表示「如果你不去想，那麼你是誰其實還挺隨意的」。也因為如此，其迪和艾莉諾不再思索，只是「盡量往好處想」。宗教哲學教授戴恩·索耶（Dane Sawyer）反而覺得艾莉諾的自我認定危機對她有好處，因為佛教徒相信執著於自我意識會造就痛苦，所以她直面「無我」反而會邁向般若和涅槃。他接著補充佛教的主要美德包括憐憫，超越自我意識的人自然富有憐憫，所以其迪的行為並非完全錯誤。
另一個備受討論的話題是為何521年來沒人到得了良善之地。評論界紛紛猜測這種情況，像是《滾石》的阿蘭·塞平沃爾（Alan Sepinwall）懷疑罪惡之地操弄了系統，但系統本身漏洞太大，讓人察覺不到它故障。范德沃則認為現代生活讓人們很難成為一個真正的好人，因為我們所做之事無論現在還是未來都會影響到別人。這個觀點在下一集〈道格名册〉（"The Book of Dougs"）得到證實，因為現代社會的複雜聯繫，就算是出於善意的行為也會得到負分，哲學講師勞拉·馬修斯（Laura Matthews）稱這是建立在義務和結果主義倫理學上的計分系統必然得出的結果。編劇曾考慮過近代歷史中誰能去良善之地，但舒爾表示他們最後意識到根據他們的標準，不可能找到「毫無爭議的偉人」。

## 反響

### 收視率
〈珍妮〉於2018年12月6日首播，是次播出在18至49歲的美國觀眾的尼爾森收視率成績為0.8，具體約為258萬名，在同時段中排第四。這兩項測量在當時都是第三季的最低值，但節目於2019年1月重播時收視率有所回升。若將7天的數位視訊錄影機電視觀眾考慮在內，本集在18至49歲族群的收視率成績上升至1.5，具體約為423萬名。

### 評價
《珍妮》深獲好評，許多劇評人都認為此集比這季前幾集有更大的進步。《影音俱樂部》的丹尼斯·帕金斯（Dennis Perkins）稱這集擁有大量「事件和行動」，是非常理想的季中結局。他更表示珍妮在第三季大部分時間沒有發揮重大作用，這集正正代表了重要的方向校正。《禿鷲》的諾埃爾·默里（Noel Murray）認為將人類變成珍妮是昇華常規劇情的「神來之筆」，更是全劇的「分水嶺」，最後跟帕金斯一樣稱讚本集讓卡登能更大發揮珍妮這個在該季開頭作用較小的角色。《極客巢穴》（Den of Geek）的亞歷克·博賈拉德（Alec Bojalad）稱讚這一集的前提有創意以及主角四人面對到的情感真相。
《娛樂週刊》的達倫·弗蘭奇（Darren Franich）認為〈珍妮〉是第三季目前最好的一集，並認為該劇在季末達到「勢不可擋的階段」，更表示這集揭露幾個世紀沒人到達良善之地從某種方面來說是這劇最大的轉折。塞平沃爾表示《良善之地》將焦點重回到來世造就最棒的一集，同時他更加欣賞艾莉諾和其迪的關係，更稱讚麥克在親自處理事件時有所成長。范德沃稱，經過比較不好看的前幾集之後，他覺得「這（一集的）故事意外浪漫和甜蜜」，並稱讚這集為將來的集數鋪好後路。
卡登在本集的演出被稱為「一睹（珍妮的）風采」，並獲得廣泛好評。《Uproxx》的布賴恩·格魯布（Brian Grubb）覺得這是他能回想起「最佳的單人電視喜劇演出」。帕金斯覺得這「十分了不起」，並指出她模仿每個形象都可以加入細節。博賈拉德稱讚卡登在沒有運用主要演員的情況下精確描繪了艾莉諾和其迪之間的衝突，並認為這集讓她「達到（其）本領的絕對高度」。范德沃讚賞這劇能採取這樣的劇情前提，卡登也交出完美答卷，更認為她應該得座艾美獎。《Paste》的編輯認為卡登飾演珍妮是2018年的最佳演出，更特別指出她在《珍妮》的詮釋完全展現了她的才華。
〈珍妮〉還被許多媒體評為年度最佳分集。《好萊塢報導》的丹尼爾·費恩伯格（Daniel Fienberg）將其排在不分先後的前10位，並表示在沒有大部分主演的情況下依然能推進劇情及擊中情感節拍。的賈斯汀·柯克蘭（Justin Kirkland）也將其排進前十名單，並稱這集的「三重威脅是傑出的演技、傑出的故事和令人讚嘆的視覺特效」。《紐約時報》的詹姆斯·波尼沃茲克（James Poniewozik）把〈珍妮〉排進年度最令人難忘劇集名單，他觀察到該劇有本事讓卡登飾演所有角色、同時還能保持他們所有的特徵，證明了本劇強大的編劇能力。這集被《娛樂週刊》排為年度第17位，並被《IndieWire》和《衛報》排進21位。

### 榮譽
〈珍妮〉入圍許多重要獎項。本集獲得雨果獎最佳短劇表現，是全劇四連莊紀錄中的第二次。西耶戈爾和摩根入圍黃金時段艾美獎喜劇類最佳編劇，但輸給〈第1集〉的編劇菲比·沃勒-布里奇。這集還入圍藝術指導工會傑出作品設計獎半小時單攝像機電視劇和金膠卷獎最佳35分鐘以下實景真人廣電媒體音效、擬聲音效、音樂、對白和同步對白錄音剪輯。舒爾等人認為卡登沒有入圍艾美獎實屬被冷落，但在隔年她終於獲得喜劇類影集最佳女配角提名。

## 外部連結
- NBC.com上的〈珍妮〉 （页面存档备份，存于）
- 互联网电影数据库上珍妮的资料（英文）

- 《良善之地：Podcast》的〈第36集〉 （页面存档备份，存于）